# Arrou (Eure-et-Loir)
Pour les articles homonymes, voir Arrou (Loir-et-Cher), Arrout et Arroux.
Arrou est une ancienne commune française située dans le département d’Eure-et-Loir, en région Centre-Val de Loire. Le 1er janvier 2017, Arrou est intégrée avec Boisgasson, Châtillon-en-Dunois, Courtalain, Langey et Saint-Pellerin à la commune nouvelle de Vald'Yerre, dont elle devient le chef-lieu avec statut de commune déléguée.

## Géographie

### Situation
Arrou se situe à environ 45 kilomètres au sud-ouest de Chartres, située dans la région naturelle du Perche. Anciennement  dans le Perche-Gouët.

Situation géographique
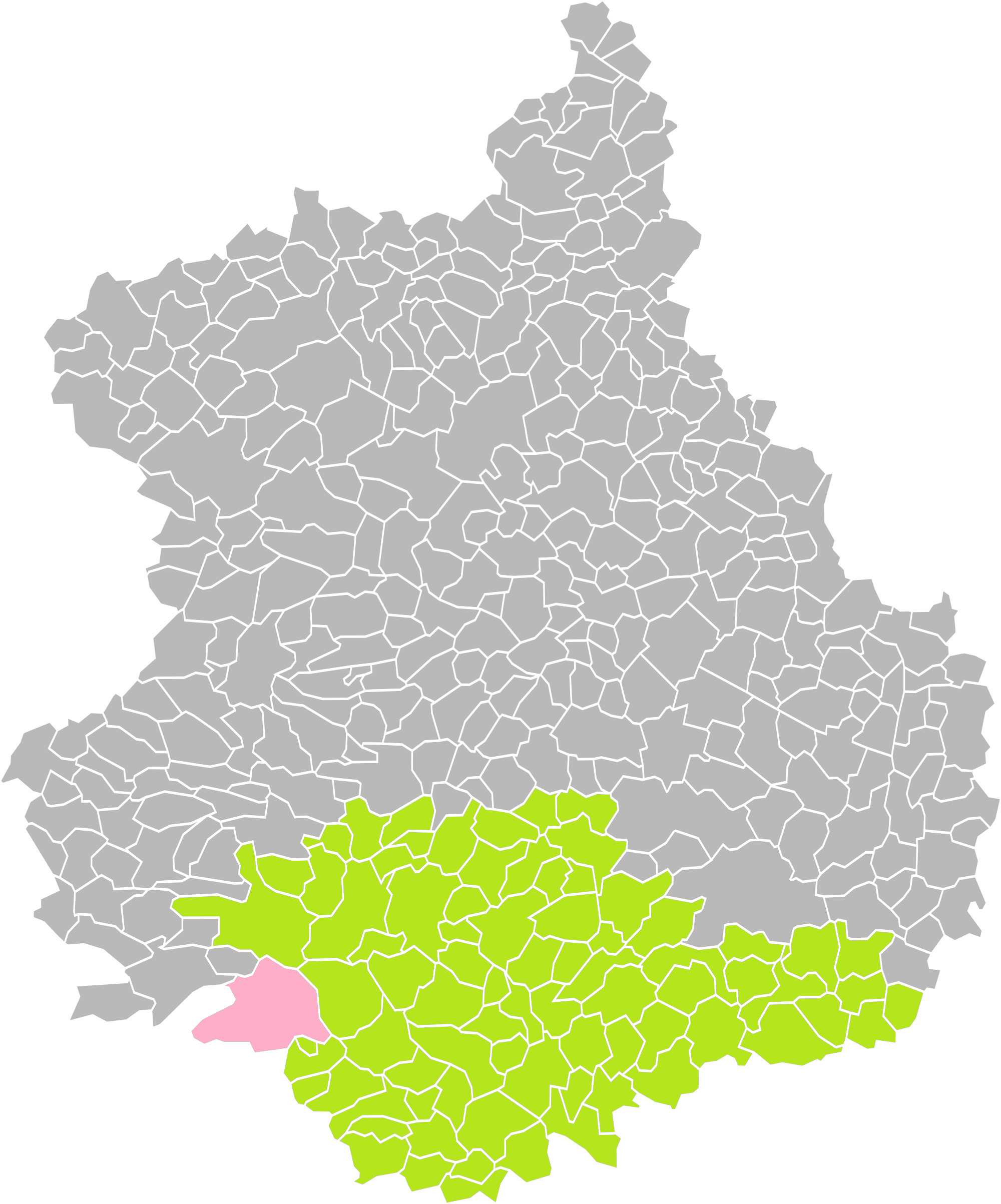
Arrou dans son arrondissement.
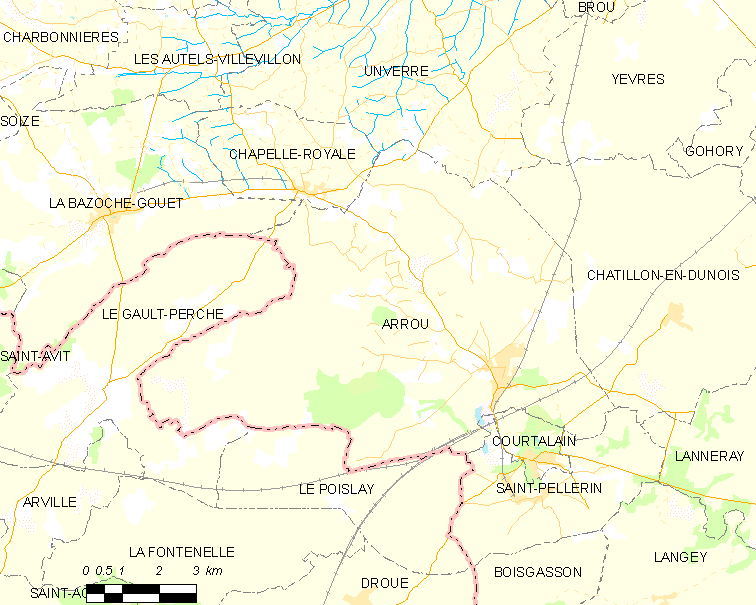
Carte de la commune d'Arrou.

### Communes et département limitrophes
| La Bazoche-Gouet, Chapelle-Royale | Unverre                   | Yèvres                     |
| Le Gault-du-Perche (Loir-et-Cher) | Arrou                     | Châtillon-en-Dunois        |
| Le Poislay (Loir-et-Cher)         | Le Poislay (Loir-et-Cher) | Courtalain, Saint-Pellerin |

### Hydrographie
La rivière Yerre, affluent en rive droite du Loir, lui-même sous-affluent de la Loire par la Sarthe et la Maine, traverse de part en part la commune d’Arrou.

### Voies de communication et transports

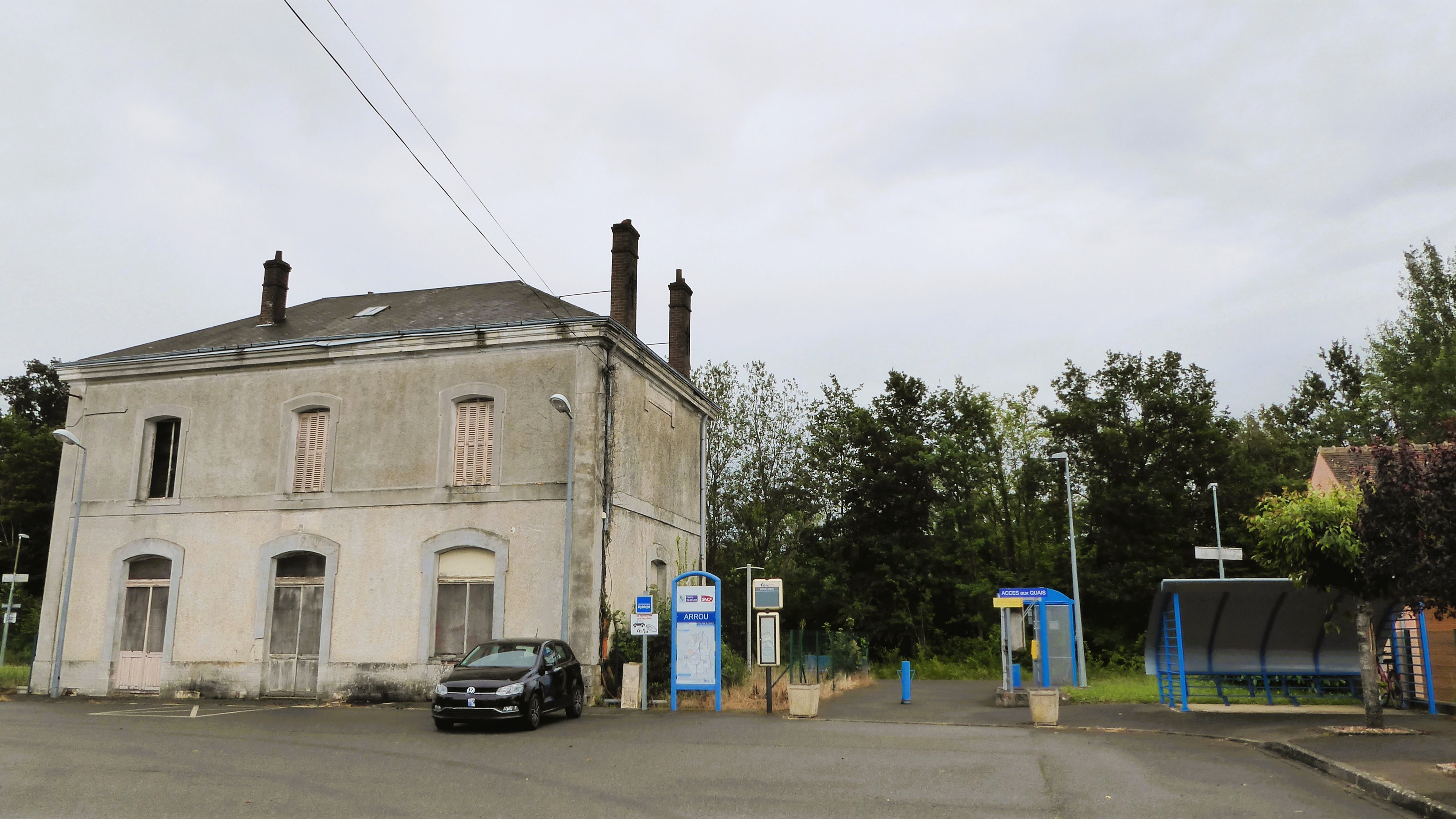
La gare d'Arrou.

#### Desserte ferroviaire
Arrou bénéficie d’une gare SNCF sur la ligne de Chartres à Bordeaux-Saint-Jean. La gare d’Arrou est mise en service par l’Administration des chemins de fer de l’État lors de l’ouverture de la section de Brou à Courtalain le 2 avril 1883.
En 2022, le bâtiment voyageurs est vendu 20 000 euros par Vald'Yerre, l'estimation des domaines étant de 36 000 euros. Le nouveau propriétaire envisage d'y aménager une salle de réception et trois chambres.

## Toponymie
Le nom de la localité est attesté sous la forme Arro pour la première fois en 1125, Arrei en  1135, Arres 1140 dans le cartulaire de l’abbaye de Thiron. Le nom a ensuite évolué en Arrei vers 1135, Arresi en 1140, Arrotum vers 1192, Arreis en 1209, puis Arou en 1643.
Ce toponyme désignerait un ruisseau d’arrosage, parfois un abreuvoir, "Atur-Arum" ("Aturra étant le nom donné à la rivière de l’Yerre) et signifierait donc « passage de la route antique sur l’Yerre ».
D’après Ernest Nègre, ce toponyme serait un radical pré-celtique atur suffixé du gaulois avus et signifierait « Bourg sur l’Yerre ».

## Histoire

### Moyen Âge
Le territoire d’Arrou doit son origine aux domaines dont la reine Clotilde aurait fait don aux moines de Saint-Père de Chartres. Jusqu’en 837, les moines y ont eu d’importants revenus qu’ils donnaient probablement aux barons du Perche-Gouët pour les récompenser de leur dévouement à repousser les envahisseurs venus du Nord. Il faudra attendre l’an 1000 pour que l’histoire d’Arrou s’éclaircisse. C’est à cette époque que le territoire d’Arrou devient la propriété de seigneurs.

### XIVe–XVesiècle
En 1421, Pierre d’Illiers (mort en avril 1424), écuyer, seigneur d’Illiers, Maisoncelles, et du fief de Saint-Mars, gouverneur de Châteaudun (1416) paye à l’abbaye Saint-Avit-les-Guêpières une rente de blé sur les moulins de Courtalain et la grande de Bois-Ruffin, à cause de sa femme Marguerite de Taillecourt (morte en 1421) et de Catherine de Rouvray, fille de Marin de Rouvray, premier nom de ladite Marguerite alors décédée.

### Époque contemporaine
Pendant la Révolution française, Arrou est rattaché de 1790 à 1795 au district de Châteaudun et devient  chef-lieu du canton d’Arrou de 1790 à 1800.

#### XXesiècle

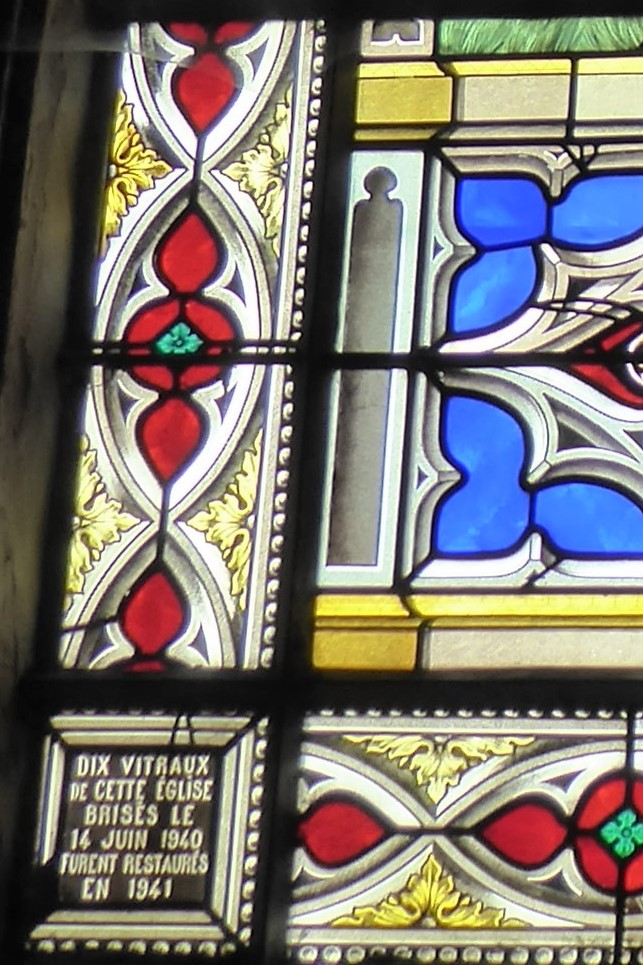
Cartouche de la baie 8.

Entre le 29 janvier 1939 et le 8 février, plus de 2 000 réfugiés espagnols fuyant l’effondrement de la république espagnole devant les troupes de Franco, arrivent en Eure-et-Loir. Devant l’insuffisance des structures d’accueil (le camp de Lucé et la prison de Châteaudun rouverte pour l’occasion), 53 villages sont mis à contribution, dont Arrou. Les réfugiés, essentiellement des femmes et des enfants (les hommes sont désarmés et retenus dans le Sud de la France), sont soumis à une quarantaine stricte, vaccinés, le courrier est limité, le ravitaillement, s’il est peu varié et cuisiné à la française, est cependant assuré. Une partie des réfugiés rentrent en Espagne, incités par le gouvernement français qui facilite les conditions du retour, mais en décembre, 922 ont préféré rester et sont rassemblés à Dreux et Lucé.
Le 14 juin 1940, dix vitraux de l’église sont brisés, probablement par un bombardement allemand. Un cartouche du vitrail représentant le martyre de sainte Agnès en témoigne, ainsi que de la célérité de la restauration, achevée en 1941.

### Manifestations culturelles et festivités

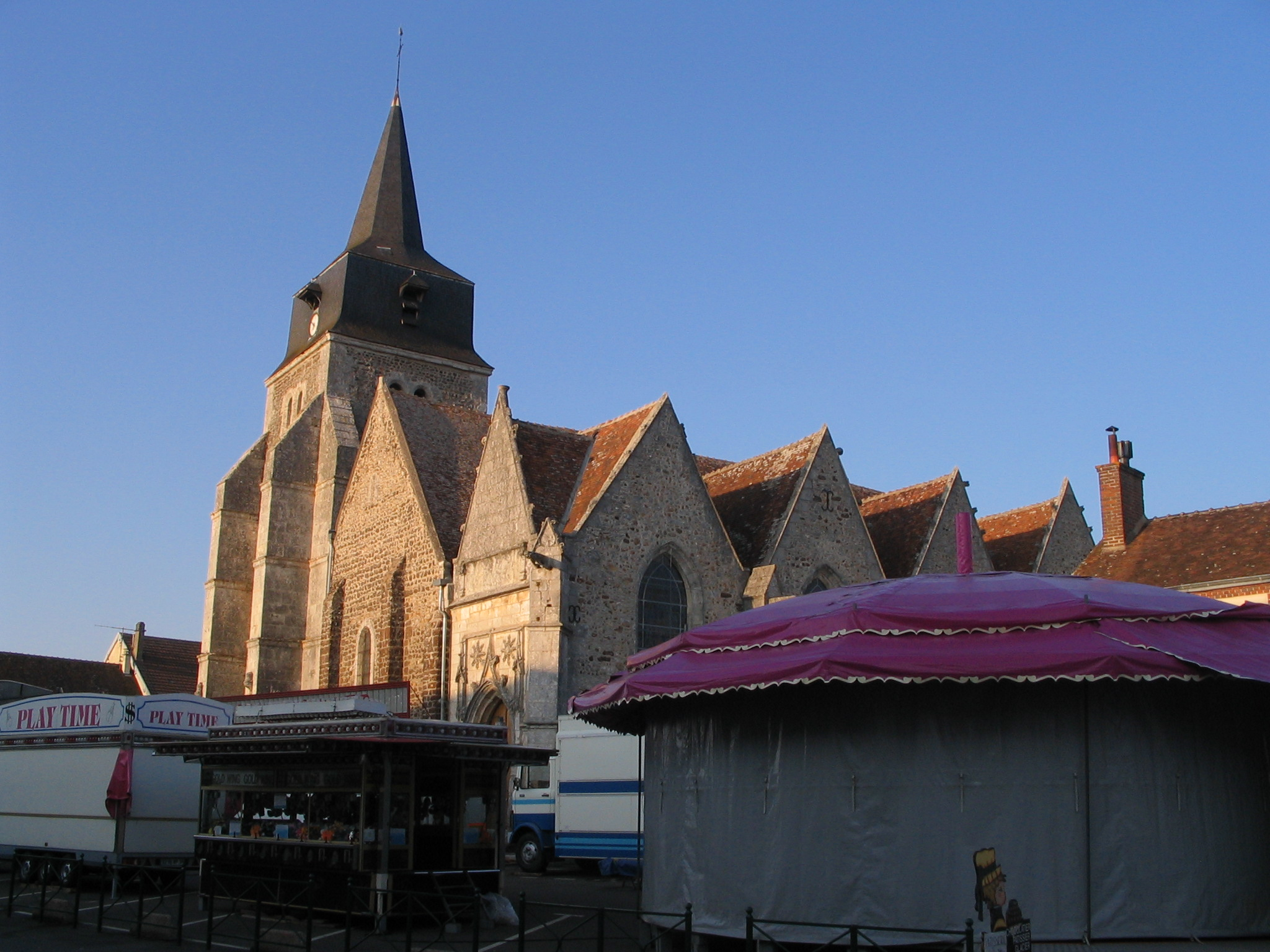
Fête foraine sur le parvis de l’église le 19 septembre 2008.

## Politique et administration

### Liste des maires
| Période   | Période          | Identité                                   | Étiquette | Qualité                                                        |
| --------- | ---------------- | ------------------------------------------ | --------- | -------------------------------------------------------------- |
|           |                  | Jacques Antoine Baudouin                   |           | Greffier                                                       |
| 1814      | 1830             | Jean-Baptiste Louis Guérineau de La Forest |           |                                                                |
| 1830      | 1842             | Louis René Mercier                         |           | Notaire                                                        |
| 1842      | 1848             | Antoine Charles Marcellin Poullet de Lisle |           | Professeur de mathématiques, traducteur et recteur d'académie  |
| 1848      | 1851             | Louis Désiré Poupry                        |           |                                                                |
| 1852      | 1871             | Louis Antonin Dimier de La Brunetière      |           | Avocat, propriétaire du château de la Brunetière               |
| 1871      | 1874             | Auguste Prosper Poulain de Bossay          |           | Professeur d'histoire, recteur de l'académie d'Orléans         |
| 1879      | 1890             | Antoine Charles Marie Ogier de Baulny      |           | Propriétaire du château de la Grande-Forêt                     |
| 1890      | 1894             | Auguste Marin Carre                        |           |                                                                |
| 1894      | 1904             | Antoine Charles Marie Ogier de Baulny      |           |                                                                |
| 1935      | 1947             | Joseph Chaudun                             |           |                                                                |
|           |                  | Aurélien Louis Paul Girard                 |           |                                                                |
| 1950      | 1953             | Raymond Merillon                           |           |                                                                |
| 1963      | 1989             | Maurice Dourdan                            | RI        | Conseiller général du canton de Cloyes-sur-le-Loir (1963-1976) |
| 1995      | mars 2001        | Jean-Luc Perdereau                         |           | Médecin                                                        |
| mars 2001 | février 2008     | Jean-Luc Defrance                          |           | Pharmacien                                                     |
| mars 2008 | juin 2008        | Christian Gautherin                        |           | Directeur général                                              |
| juin 2008 | mars 2014        | Patrice Lallet                             |           | Technicien France Télécom                                      |
| mars 2014 | 31 décembre 2016 | Jean-Luc Defrance                          | DVD       | Pharmacien                                                     |

### Jumelages
| Ville | Ville        | Pays | Pays      | Période     |
| ----- | ------------ | ---- | --------- | ----------- |
|       | Bromskirchen |      | Allemagne | depuis 1978 |

## Population et société

### Démographie
L'évolution du nombre d'habitants est connue à travers les recensements de la population effectués dans la commune depuis 1793. À partir du 1er janvier 2009, les populations légales des communes sont publiées annuellement dans le cadre d'un recensement qui repose désormais sur une collecte d'information annuelle, concernant successivement tous les territoires communaux au cours d'une période de cinq ans. 
Pour les communes de moins de 10 000 habitants, une enquête de recensement portant sur toute la population est réalisée tous les cinq ans, les populations légales des années intermédiaires étant quant à elles estimées par interpolation ou extrapolation. Pour la commune, le premier recensement exhaustif entrant dans le cadre du nouveau dispositif a été réalisé en 2005,.
En 2014, la commune comptait 1 598 habitants, en évolution de −4,2 % par rapport à 2009 (Eure-et-Loir : +1,94 %, France hors Mayotte : +2,49 %).
| 1793  | 1800  | 1806  | 1821  | 1831  | 1836  | 1841  | 1846  | 1851  |
| ----- | ----- | ----- | ----- | ----- | ----- | ----- | ----- | ----- |
| 2 826 | 3 219 | 3 044 | 2 892 | 3 084 | 3 012 | 3 008 | 2 933 | 2 980 |

| 1856  | 1861  | 1866  | 1872  | 1876  | 1881  | 1886  | 1891  | 1896  |
| ----- | ----- | ----- | ----- | ----- | ----- | ----- | ----- | ----- |
| 2 870 | 2 861 | 2 845 | 2 712 | 2 650 | 2 584 | 2 683 | 2 735 | 2 642 |

| 1901  | 1906  | 1911  | 1921  | 1926  | 1931  | 1936  | 1946  | 1954  |
| ----- | ----- | ----- | ----- | ----- | ----- | ----- | ----- | ----- |
| 2 686 | 2 716 | 2 677 | 2 517 | 2 585 | 2 531 | 2 520 | 2 375 | 2 139 |

| 1962  | 1968  | 1975  | 1982  | 1990  | 1999  | 2005  | 2010  | 2014  |
| ----- | ----- | ----- | ----- | ----- | ----- | ----- | ----- | ----- |
| 2 078 | 1 957 | 1 841 | 1 825 | 1 777 | 1 770 | 1 689 | 1 653 | 1 598 |

## Économie
Le marché a lieu place de l’église tous les samedis matin.

## Culture locale et patrimoine

### Lieux et monuments

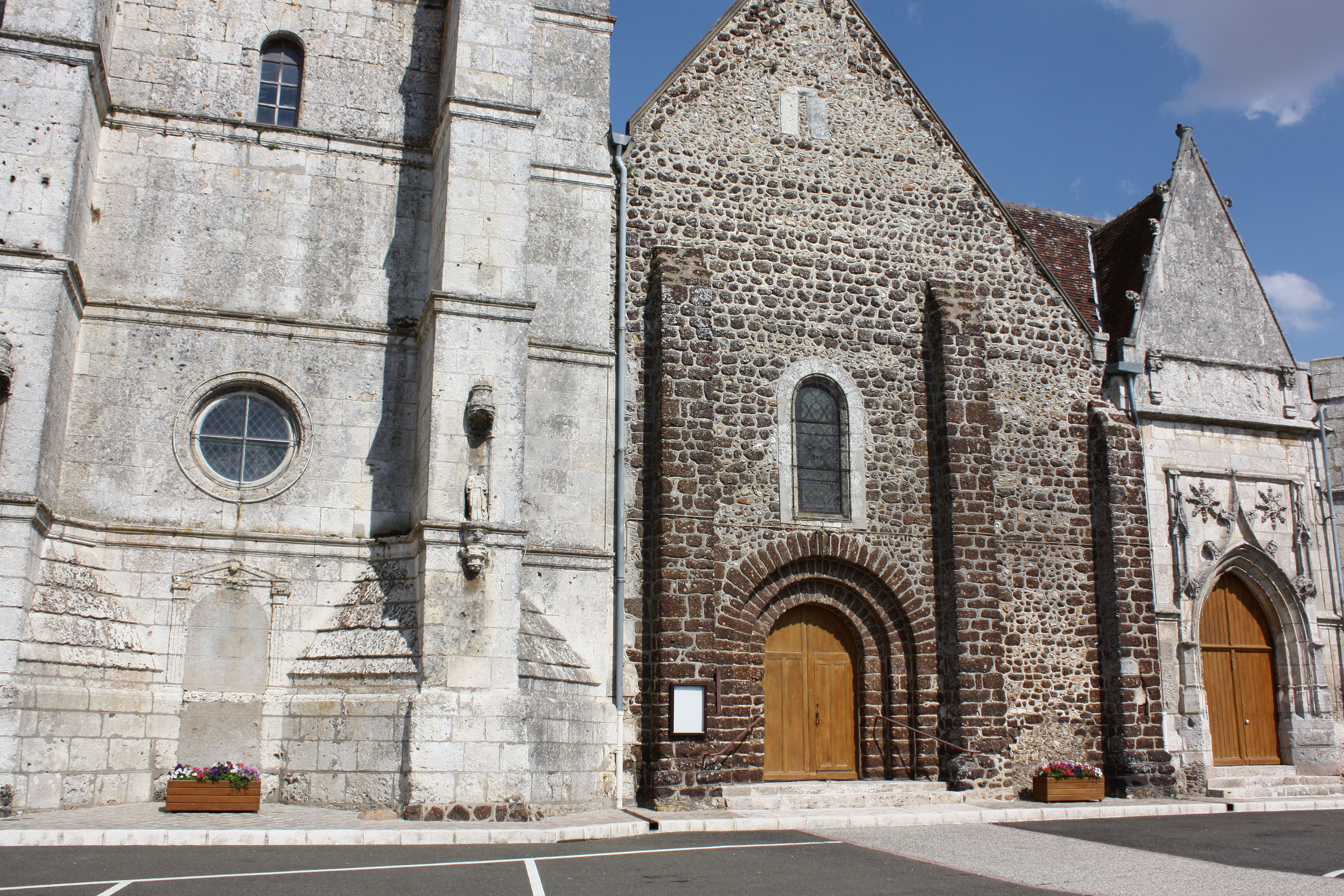
Façade ouest de l’église Saint-Lubin.

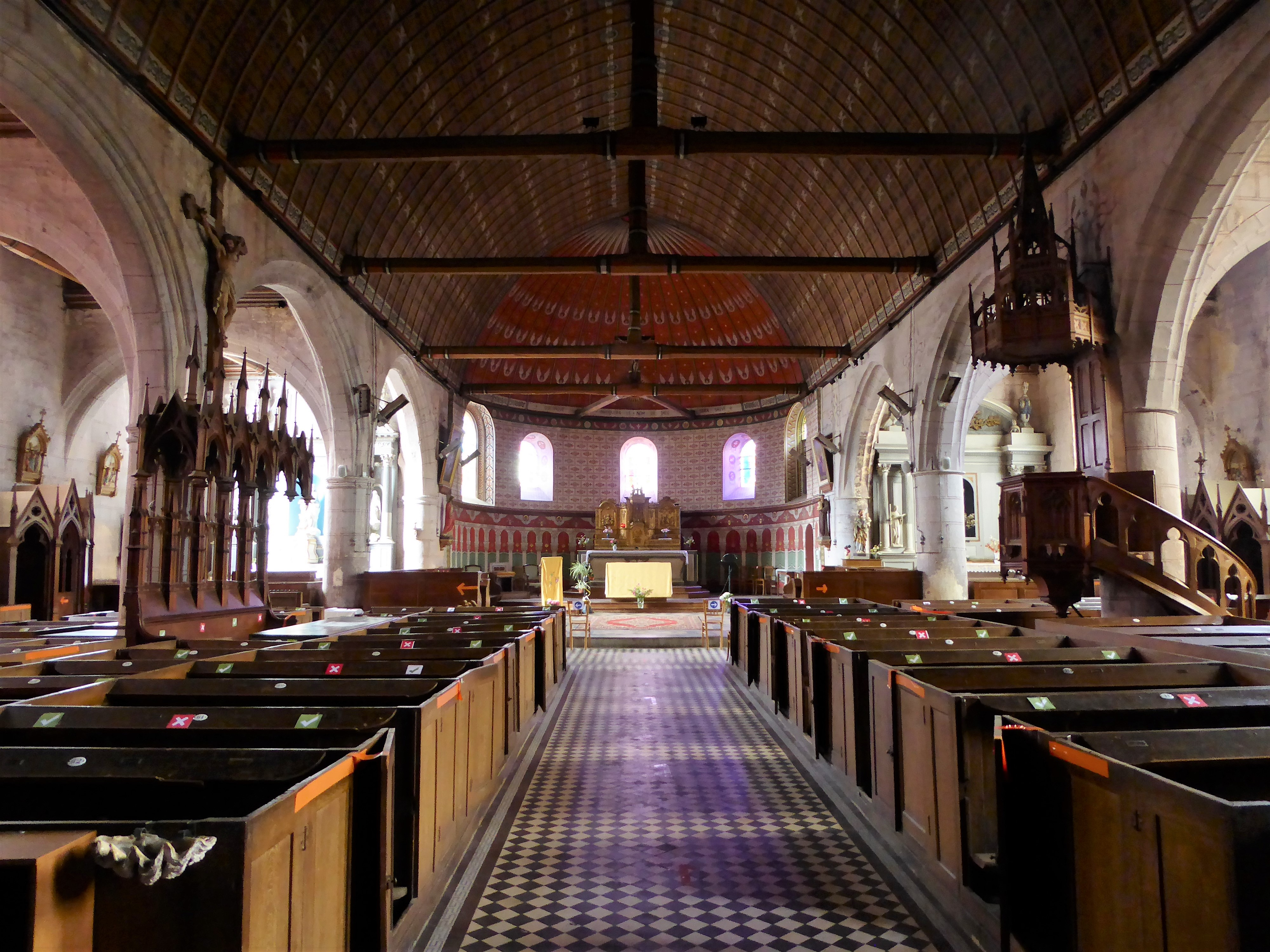
Nef vue de l’entrée.

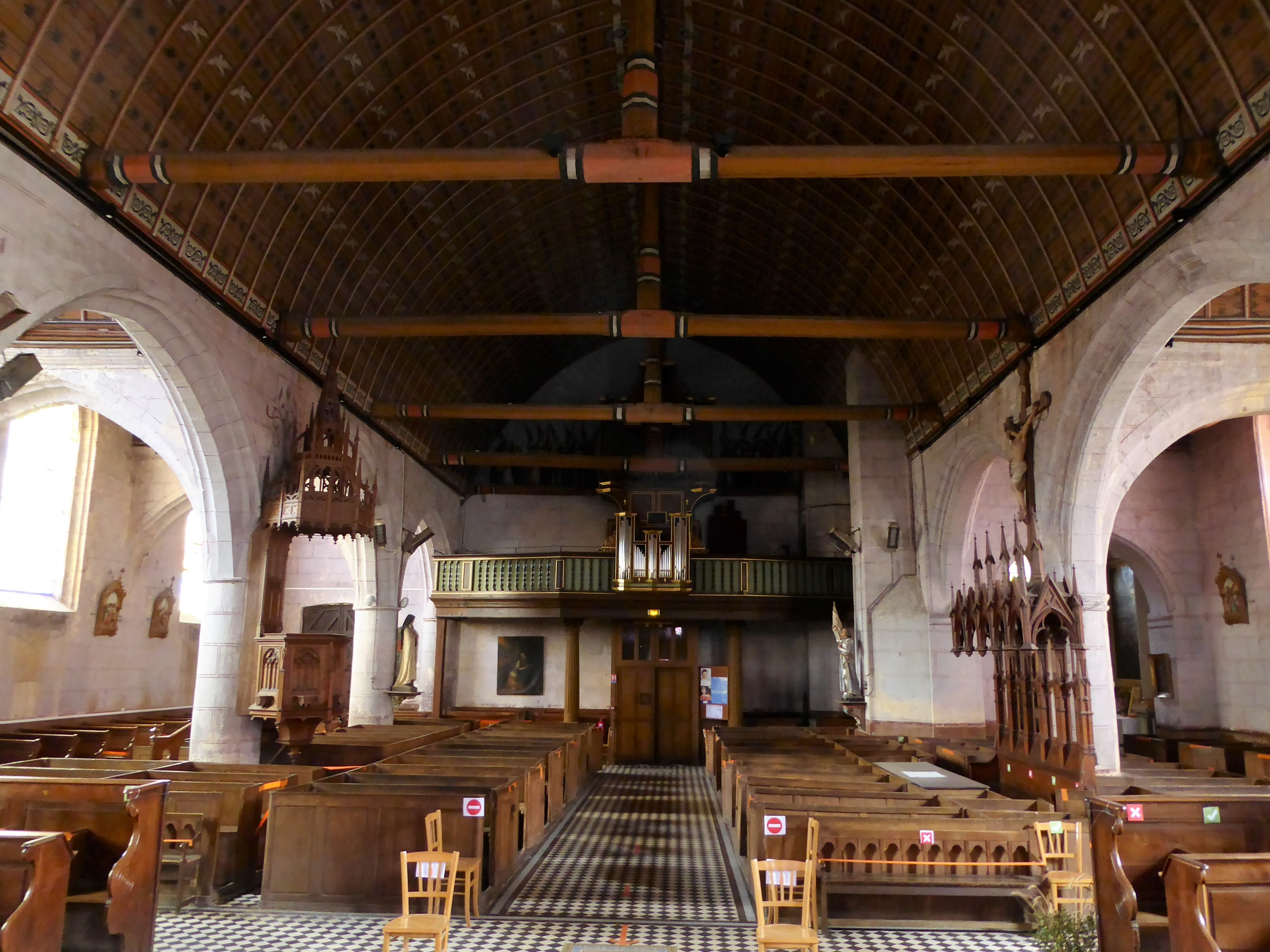
Nef vue du chœur.

#### Édifices religieux

##### L’église Saint-Lubin
L’église Saint-Lubin d’Arrou telle qu’on la connaît aujourd’hui date de différents siècles :
- le XIIe siècle pour la nef principale, construite dans un style roman ;
- le XVe siècle pour les nefs latérales, construites dans un style gothique ;
- le XVIIe siècle pour la tour portant le clocher, construite dans le style de l'architecture de la Renaissance.

L’église compte 13 vitraux dont 12 sont l’œuvre des ateliers Lorin de Chartres, le 13e étant signé par Lucien-Léopold Lobin de Tours. Parmi les verrières de la fin du XIXe et du début du XXe siècle, certaines sont datées de 1884 à 1919.
Depuis 2017, quatre baies font l’objet d’une campagne d’appel aux dons par la Fondation du patrimoine.

Chœur de l'église Saint-Lubin
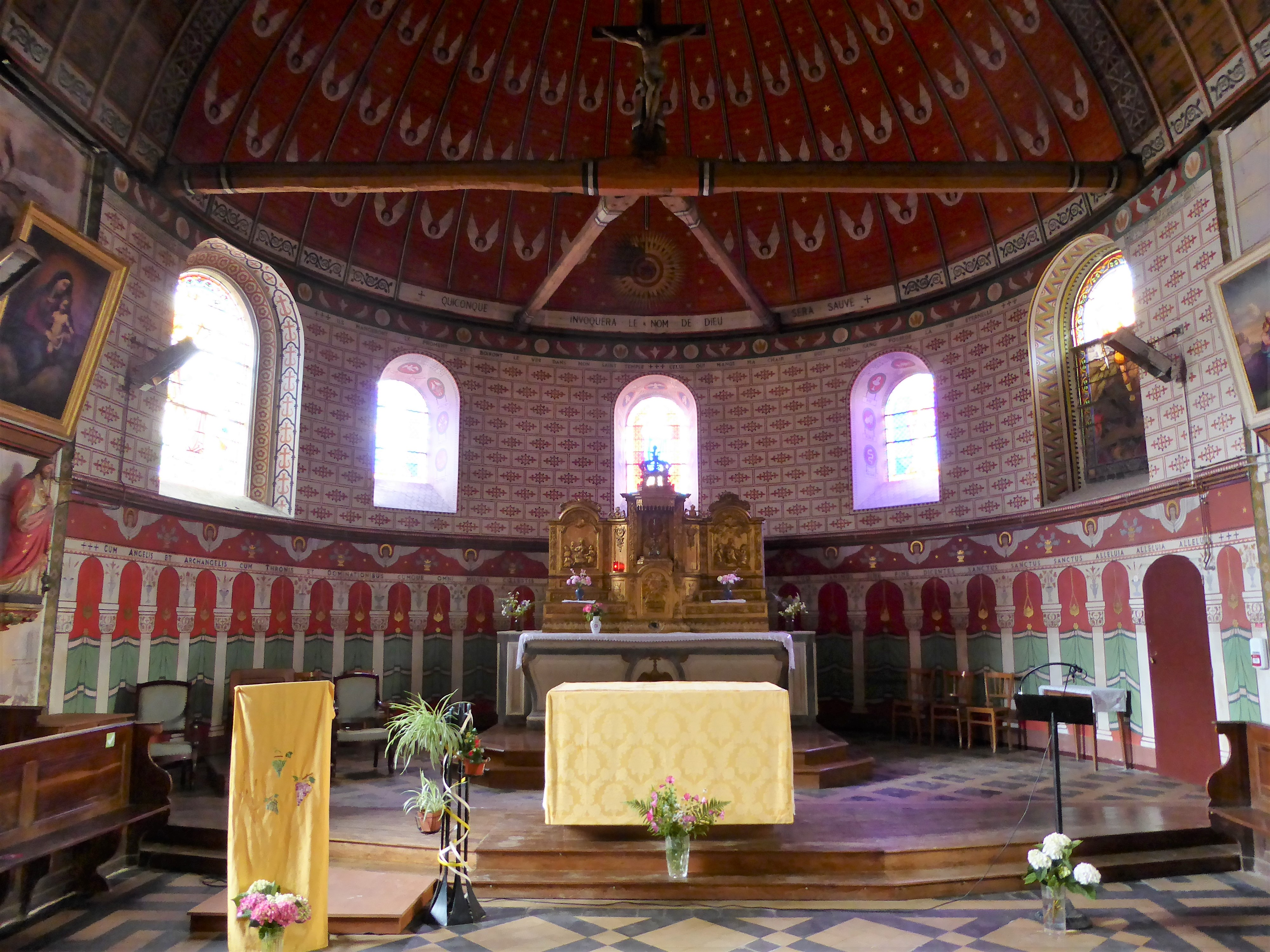
Vue générale.
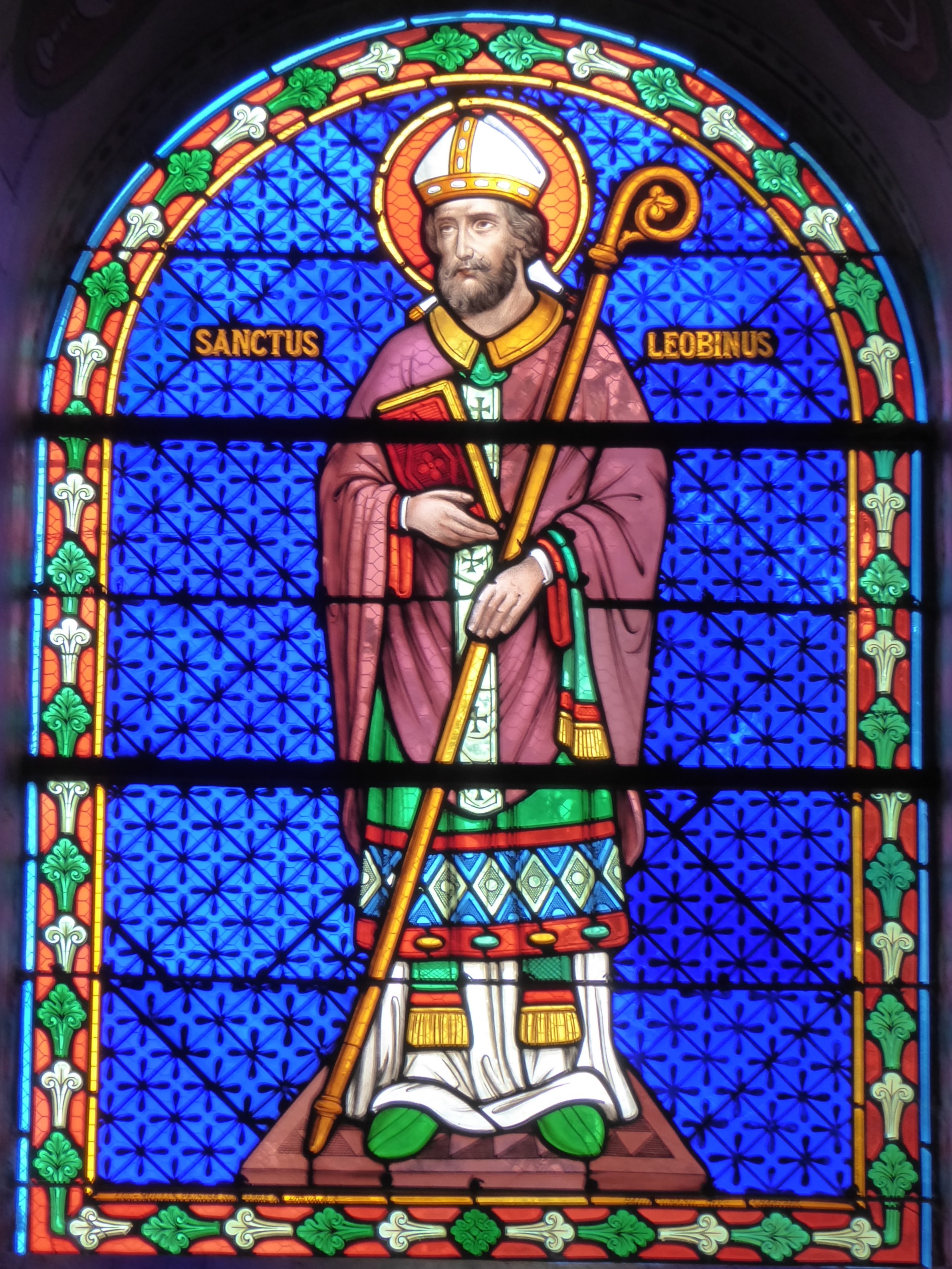
Saint Lubin.
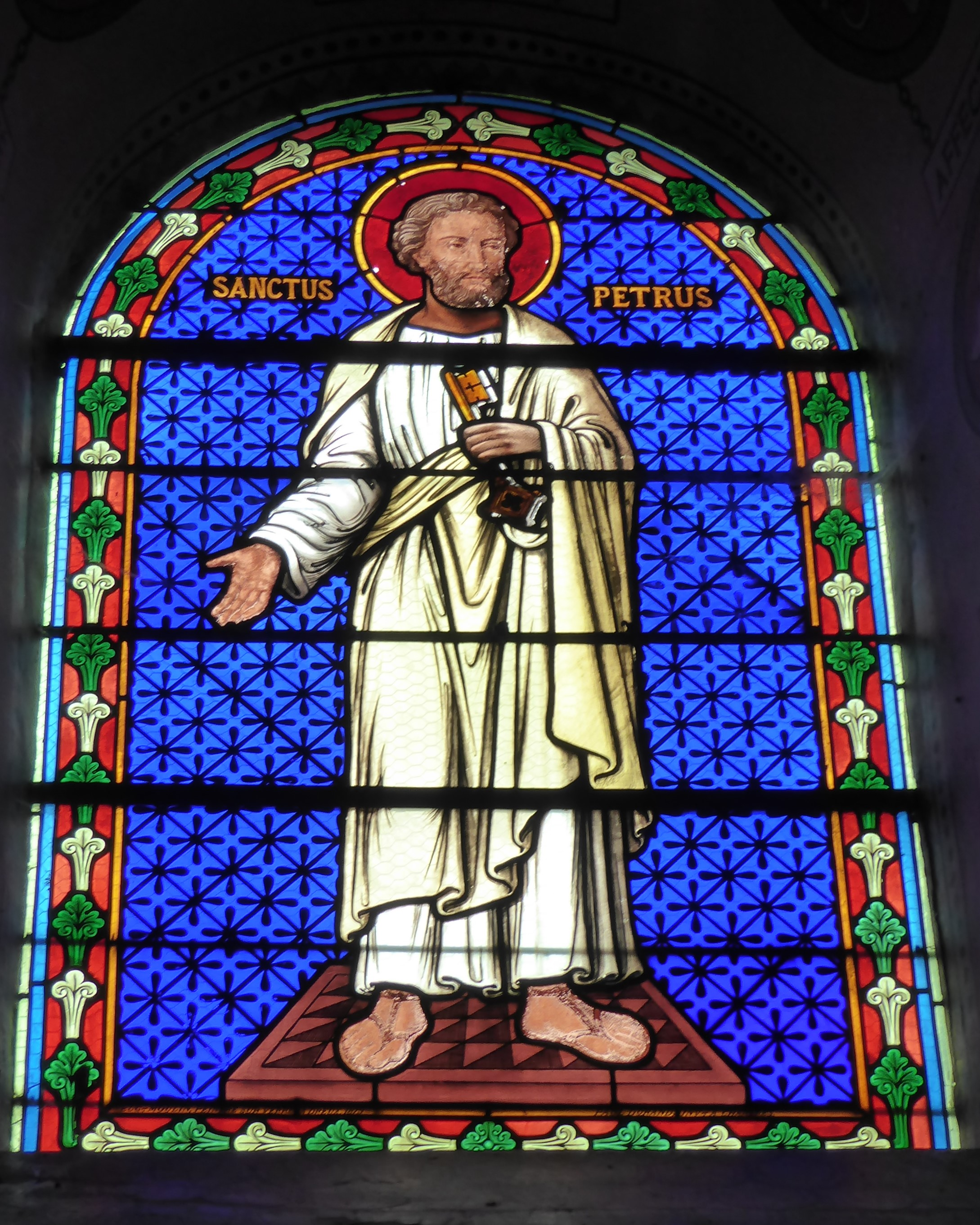
Saint Pierre.

Vitraux de la nef latérale sud
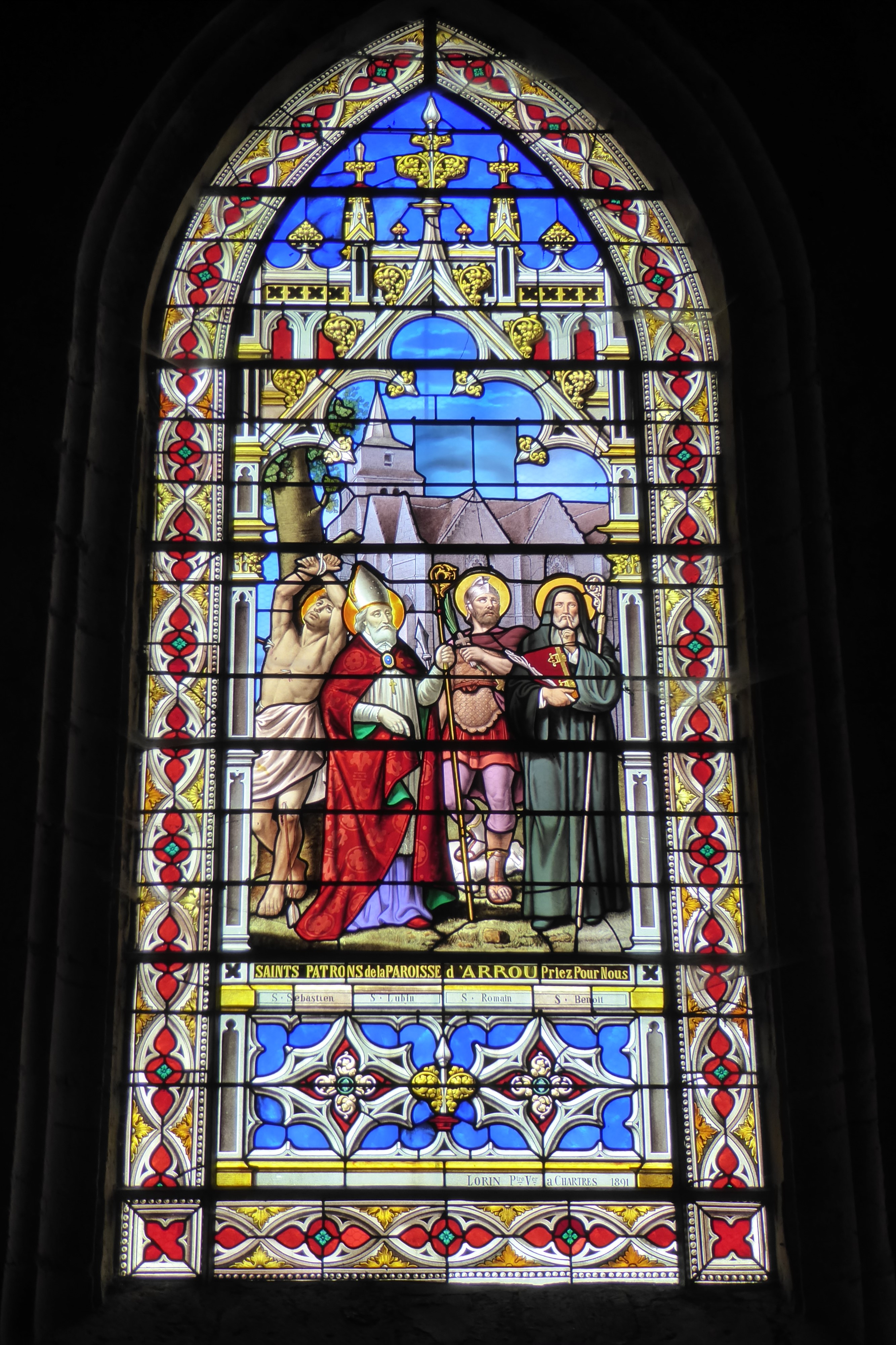
Quatre saints Lorin, 1891.
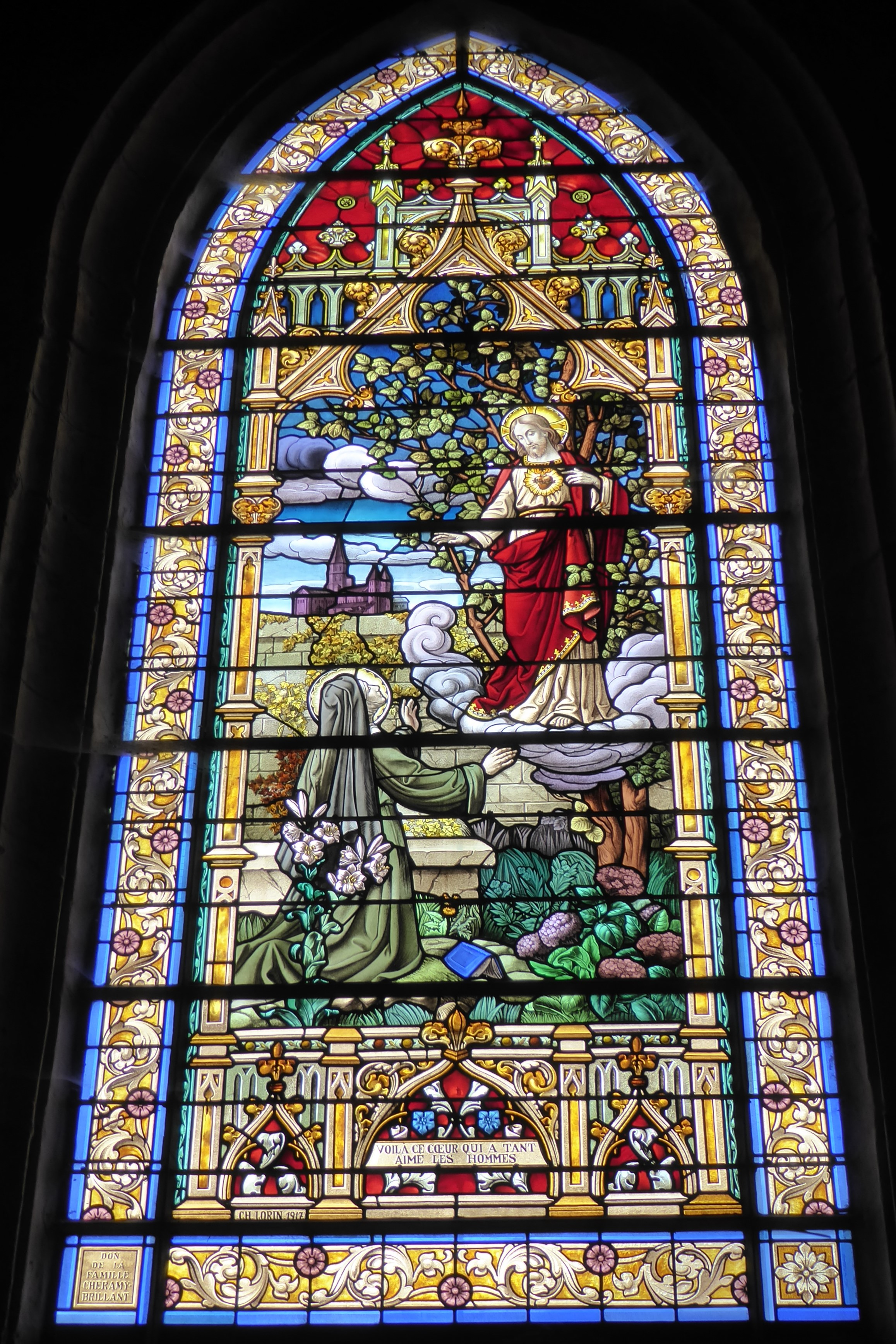
Sacré-Cœur Charles Lorin, 1917.
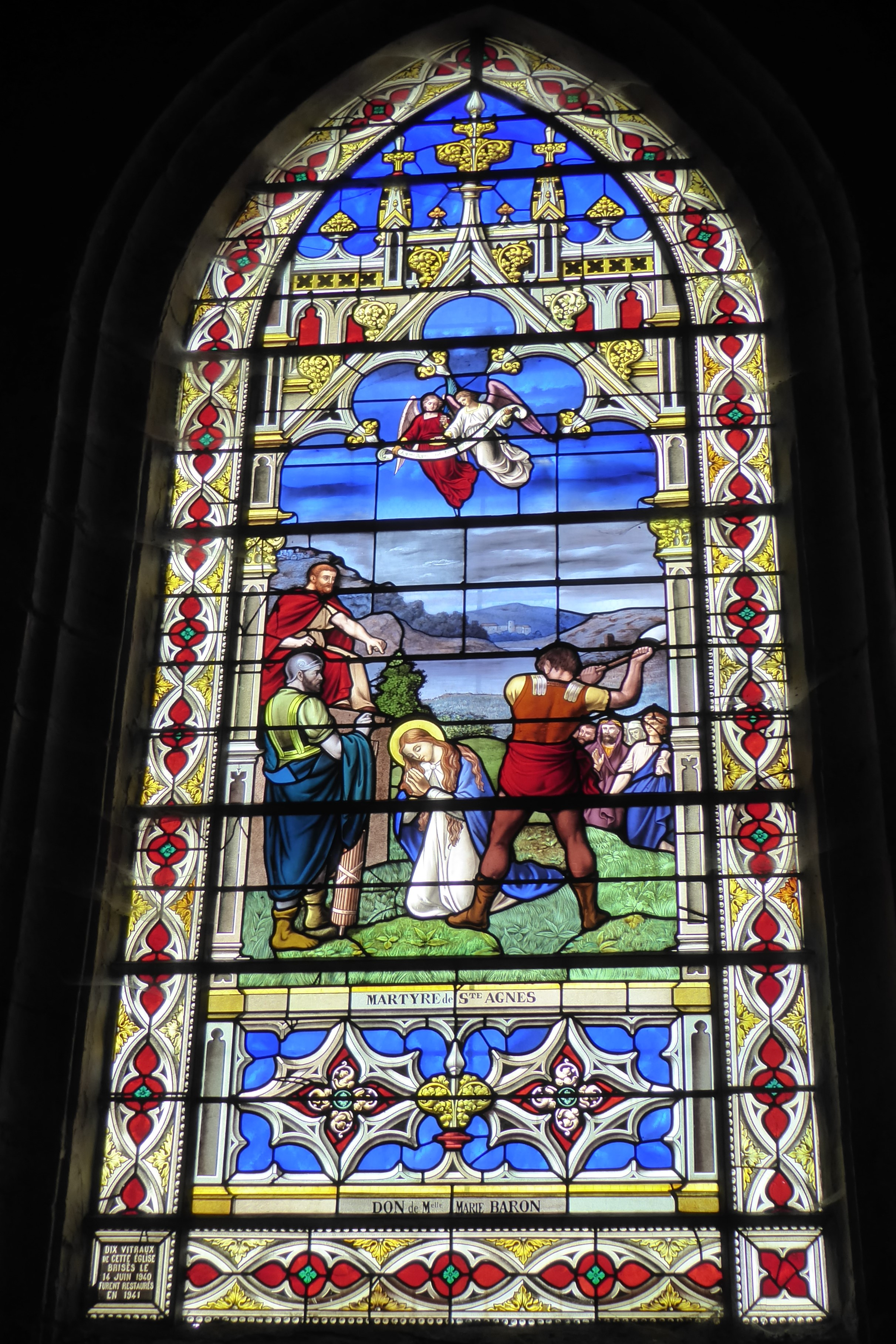
Martyre de Sainte-Agnès.
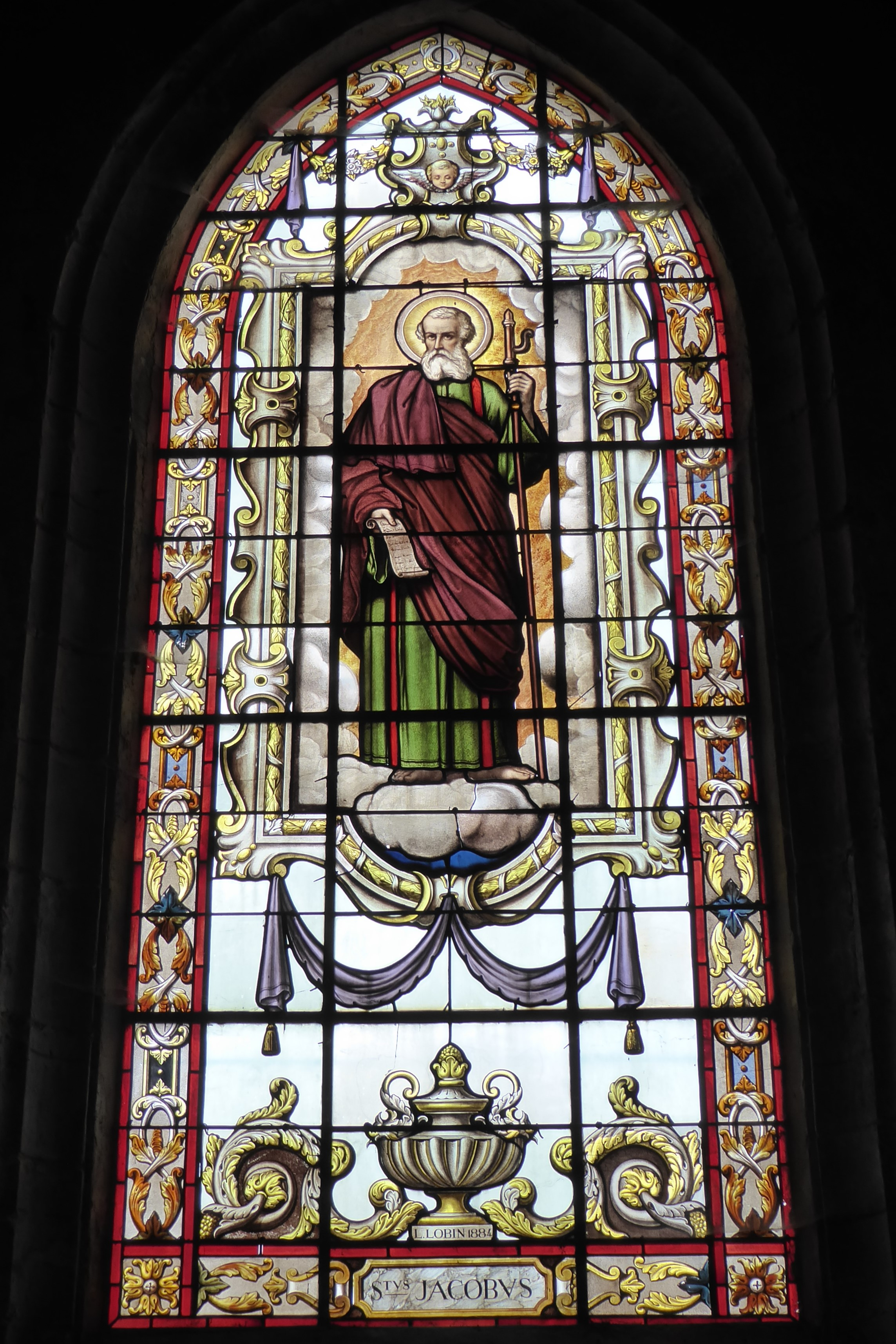
Lucien-Léopold Lobin, Saint Jacob (1884).

##### La chapelle Saint-Benoist

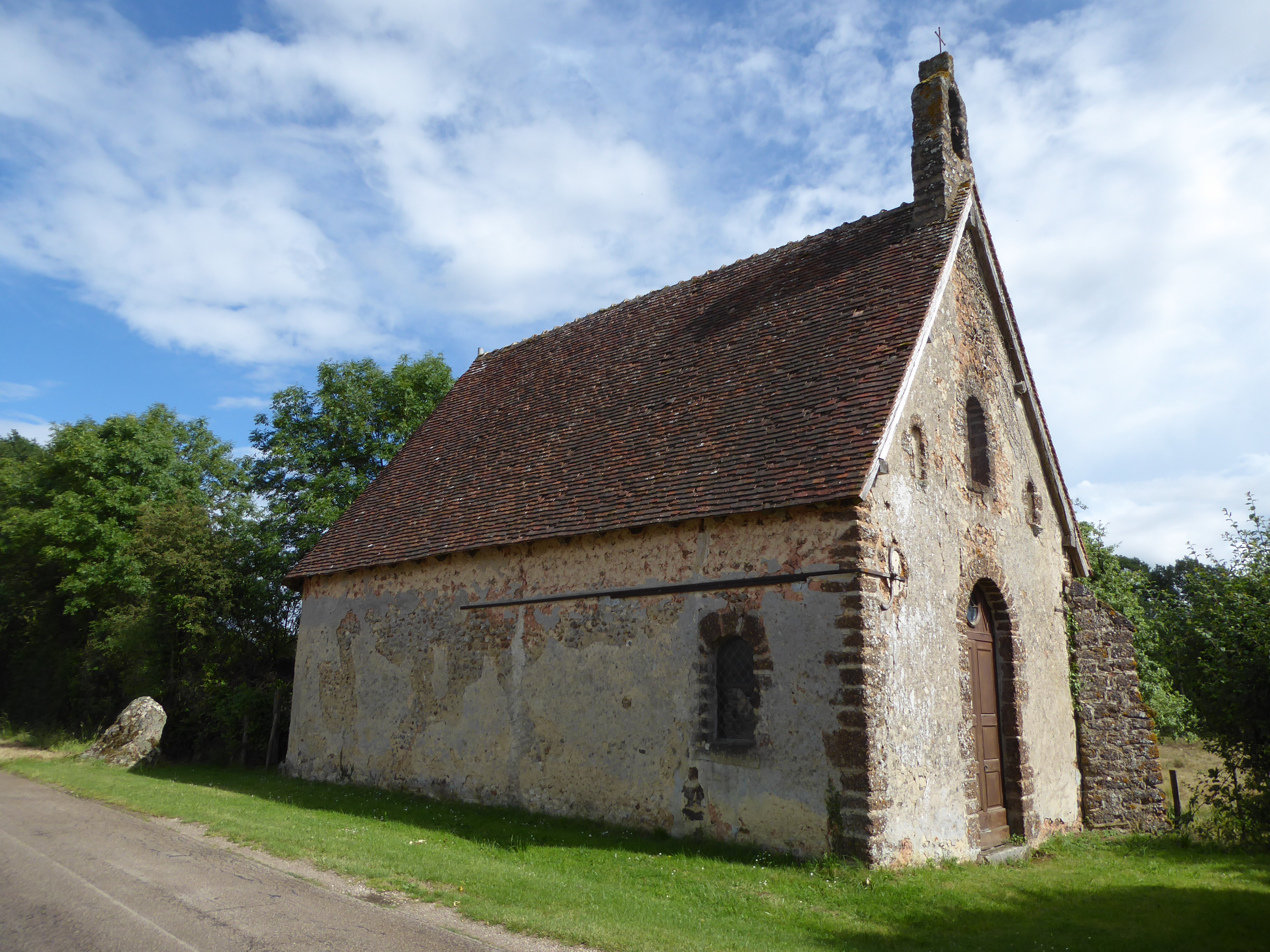
La chapelle Saint-Benoist.

La chapelle Saint-Benoist a été construite à 4 000 toises d’Arrou (soit 8 kilomètres) en 1136, par les moines bénédictins de l’abbaye de la Sainte-Trinité de Tiron située à Thiron-Gardais.
Jérémie de l’Isle (époux d’une demoiselle Gouët), seigneur de Brou et de Bois-Ruffin, leur avait donné sa terre des Mellerets comprenant six arpents (soit 3 hectares), dans la forêt de Bois-Ruffin. En contrepartie, les moines devaient débroussailler le terrain et y bâtir une chapelle. Au XVIIe siècle et XVIIIe siècle, Arrou était la plus grande paroisse, outre son bourg : 83 villages et 63 fermes ou maisons isolées.
En 1792, à la Révolution, la chapelle, qui servira de grange jusqu’en 1871, fut vendue à une famille de paysans. Elle sera rachetée par un curé en 1863 qui en fera don à la paroisse. En 1938, l’édifice fut restauré et en 1990, des travaux de charpente et de couvertures furent réalisés.

#### Édifices civils

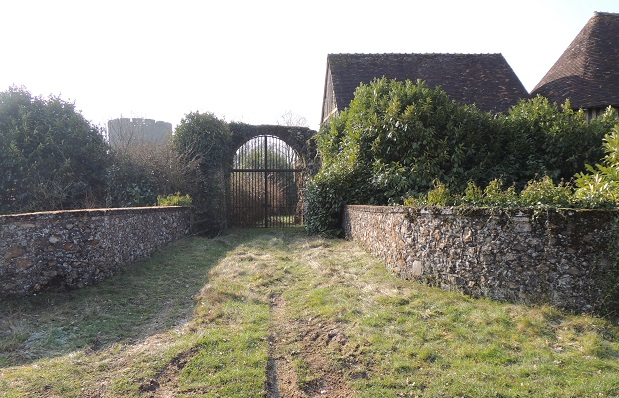
La tour de Bois-Ruffin.
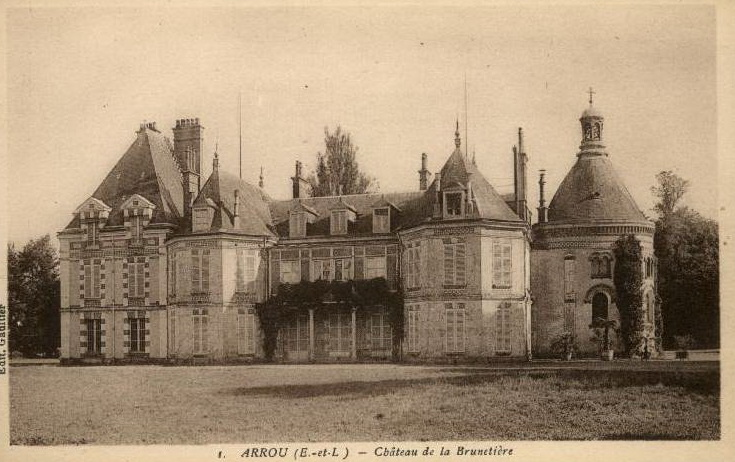
Le château de la Brunetière.
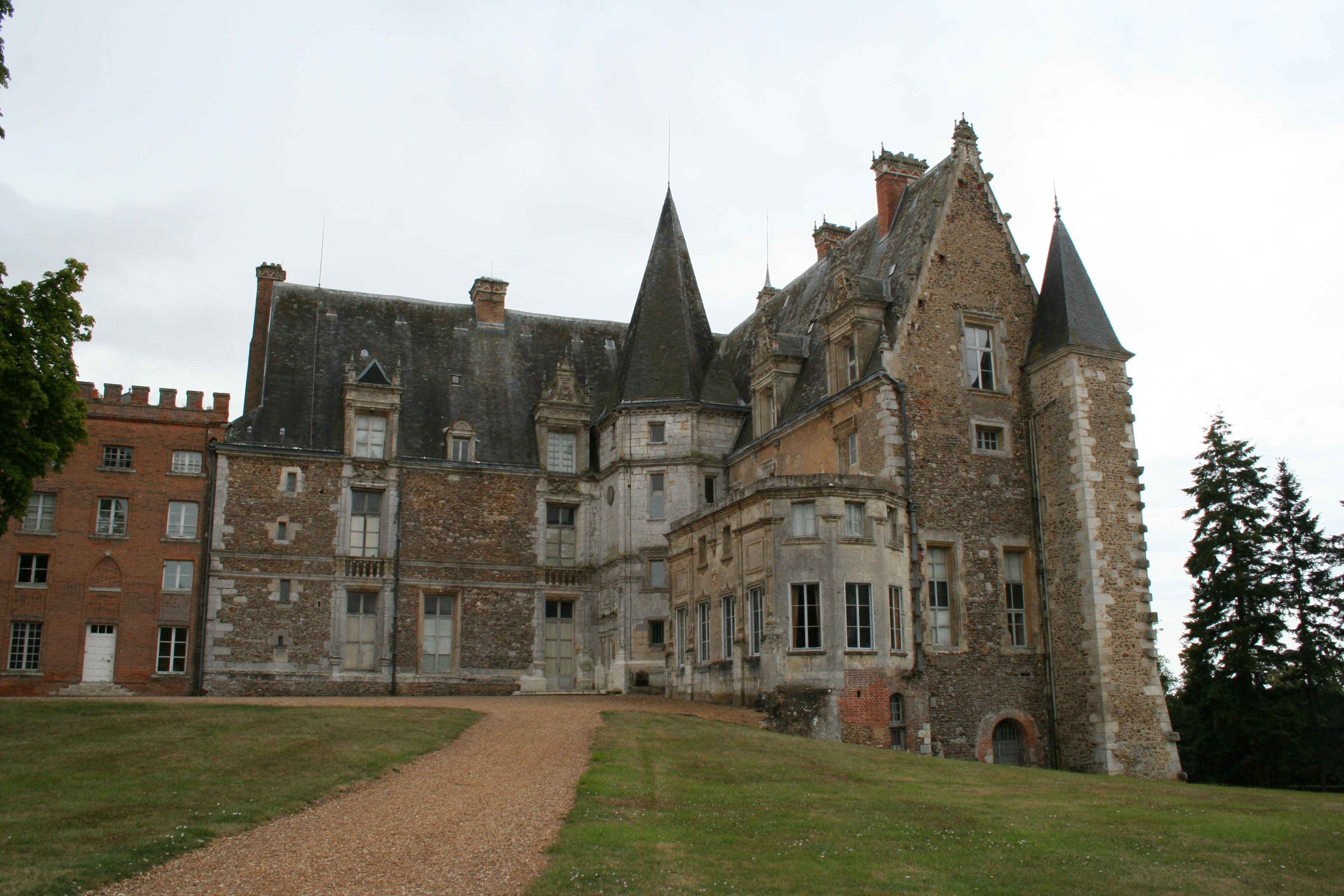
Le château de Courtalain.
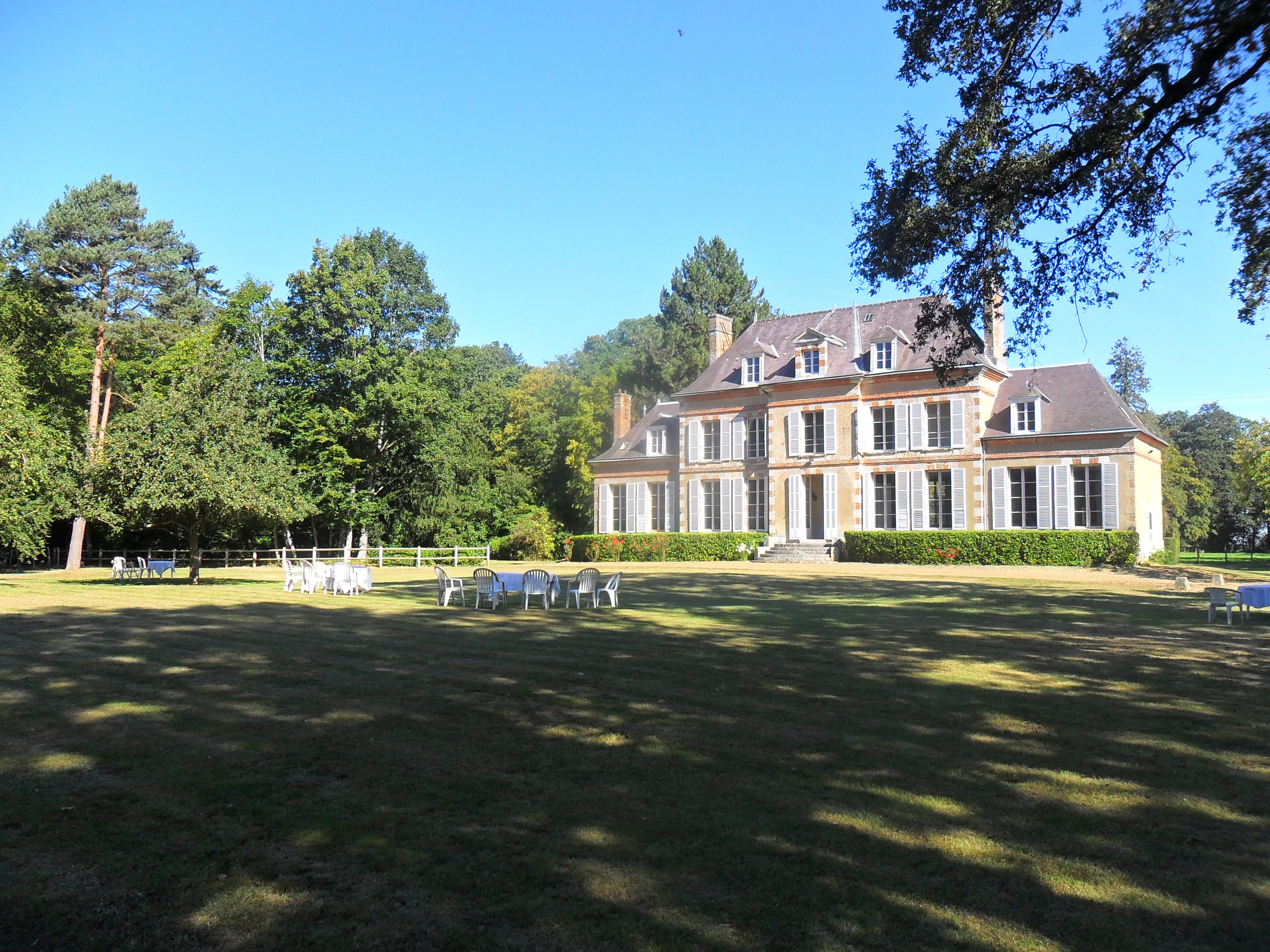
Le château de Bois-Méan.

##### Tour de Bois-Ruffin
Classé MH (1924).

##### Château de la Brunetière
Propriété de la famille Dimier de La Brunetière.

##### Château dit de Courtalain
Le château de Courtalain est également implanté sur le territoire de la commune d’Arrou,  Inscrit MH (1991).

##### Château de Bois-Méan
Édifié au XVIIIe siècle. acheté en 1866 par Théophile Armand Guillaumin, père du botaniste André Guillaumin (1885-1974)) qui le revendit en 1909.[réf. souhaitée].

Vues d'Arrou
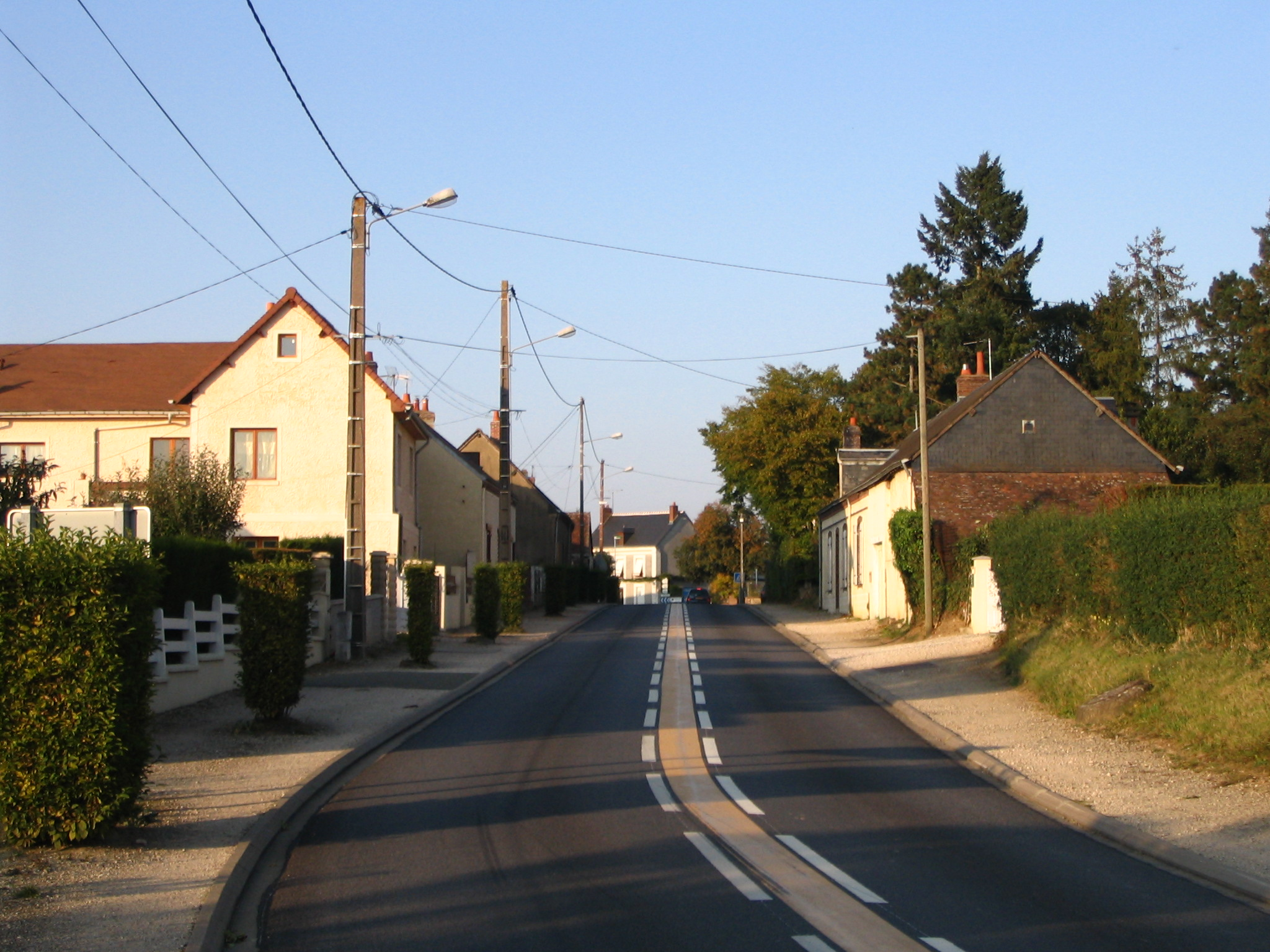
Une des rues principales d'Arrou, celle venant de Courtalain.
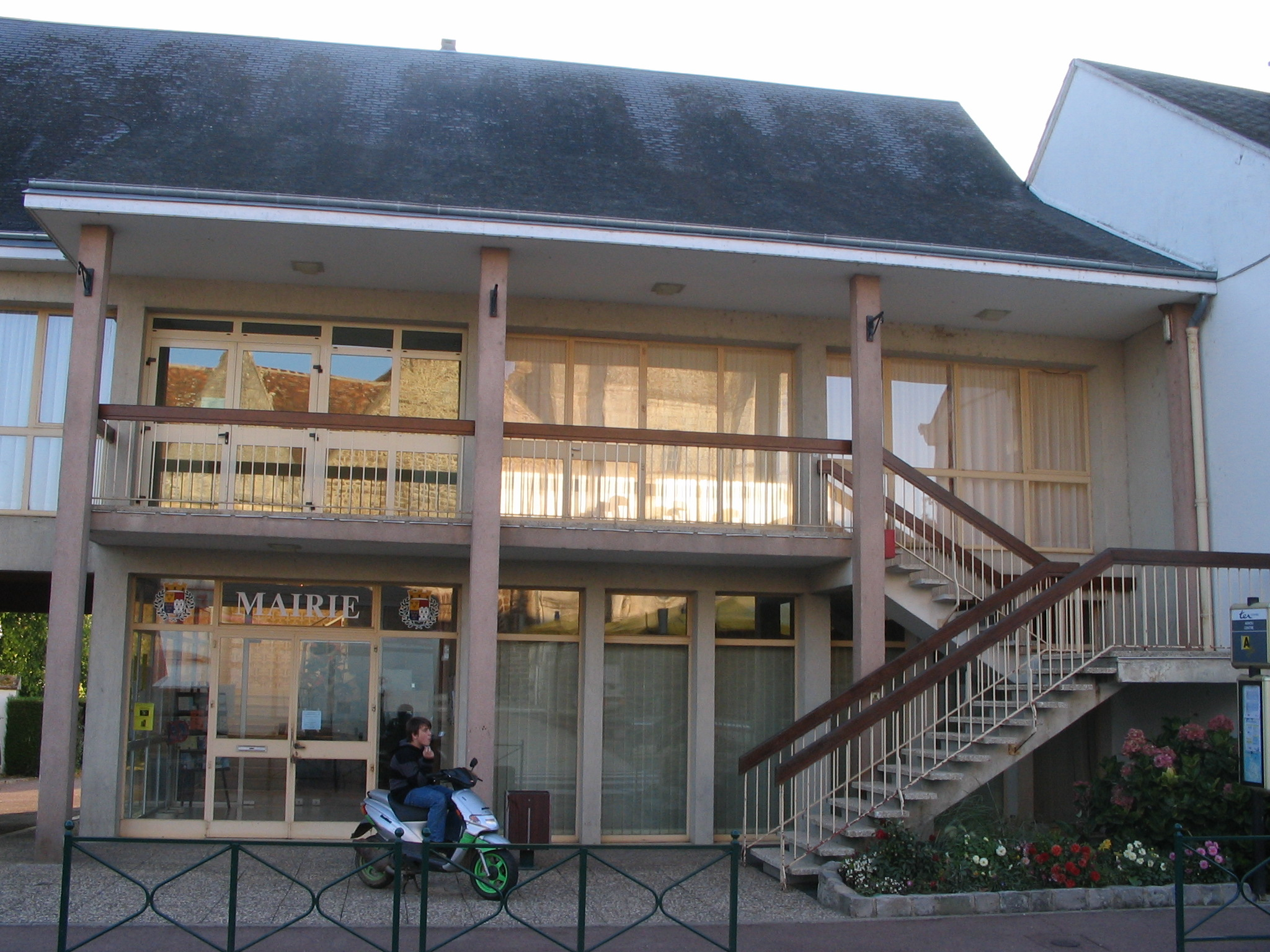
La mairie.
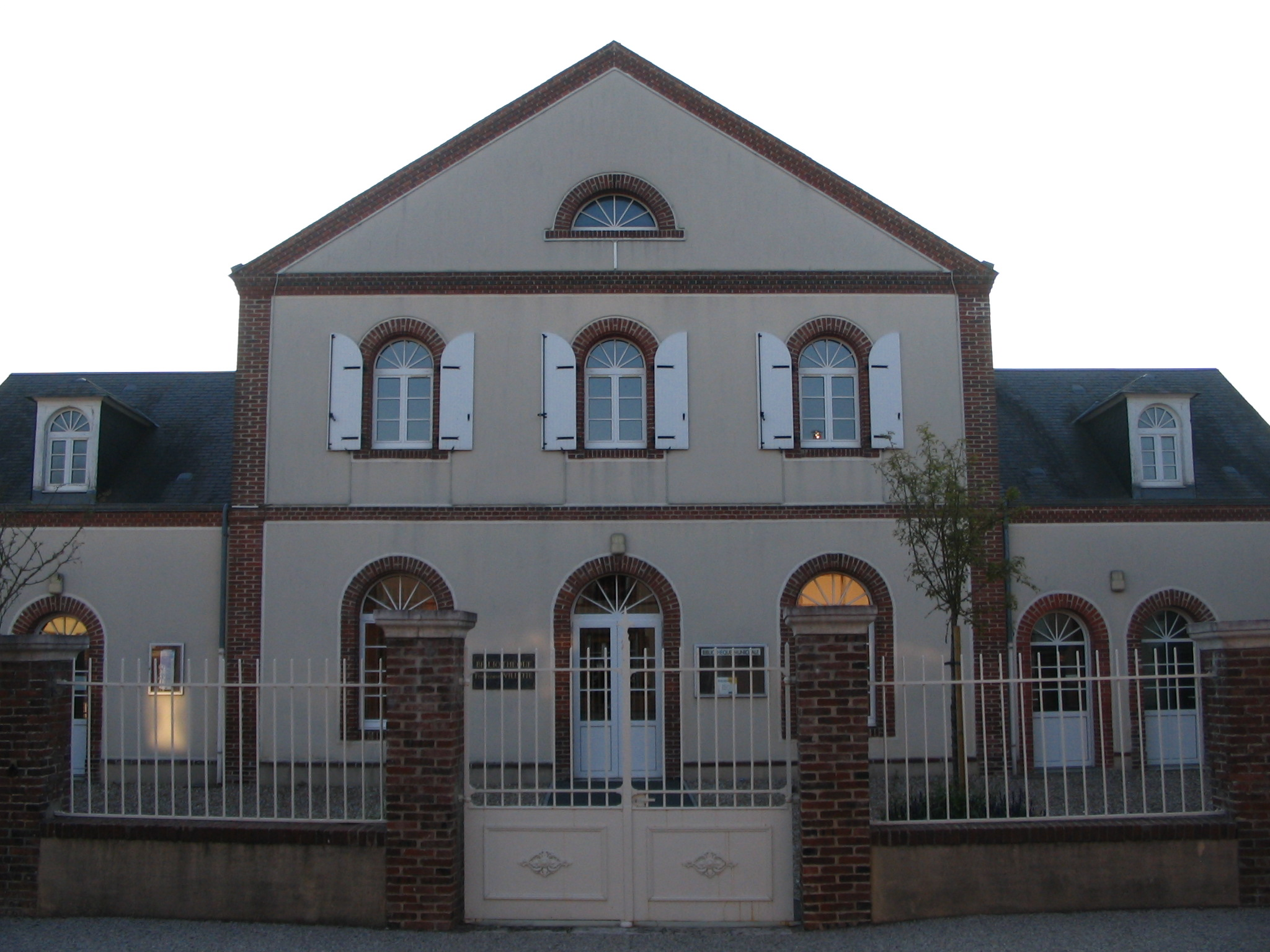
La bibliothèque municipale.

### Personnalités liées à la commune
- Catherine Bellier (1614-1689), baronne de Beauvais, première amante de Louis XIV, morte dans le dénuement à Arrou le 7 juin 1689.
- Anne Léon II de Montmorency-Fosseux (1731-1799), seigneur du territoire d’Arrou et propriétaire de la forteresse de Bois-Ruffin, se retire à Courtalain après le traité de Paris en 1773[23].
- René Lelong (1871-1933), illustrateur et peintre, né le 1er avril 1871 à Arrou.
- André Guillaumin (1885-1974), botaniste, né le 21 juin 1885 à Arrou au château de Bois-Méan.